# Церква Покрови Пресвятої Богородиці (Ворвулинці)
Церква Покрови Пресвятої Богородиці у Ворвулинцях — парафія і храм греко-католицької громади Товстенського деканату Бучацької єпархії Української греко-католицької церкви в селі Ворвулинці Чортківського району Тернопільської области.
Оголошена пам'яткою архітектури місцевого значення (охоронний номер 506).

## Історія церкви
Перша згадка про село датується 1414 роком, а про греко-католицьку парафію — 1734 роком. Тоді ж згадується дерев'яна церква в готичному стилі, яка згоріла. У 1879 році п. Скульський збудував нову, кам'яну церкву.
У 1946–1990 роках церква і парафія належали до московського православ'я. З 1990 року парафія і храм повернулися в лоно УГКЦ.
У 2008 році храм був відреставрований. Художні роботи виконав Василь Рівмяк, а столярні — Микола Кіцканюк.
При парафії діють:
- Братство «Апостольство молитви» (з 1992 року).
- Марійська дружина (з 2004 року).
- Спільнота «Матері в молитві» (з 2013 року).

На території села є фігура Матері Божої, дві каплиці, хрести та два місійні хрести (останній встановлено у 2010 році). У власності парафії є проборство з надвірними будівлями.

## Парохи
- о. Іполит Левицький (1871—1897),
- о. Михайло Гаврилюк (1897—1911),
- о. Теодор Мицько (1911—1922),
- о. Василь Лозовий (1922—1946),
- о. Володимир Чорноокий (1990—1992),
- о. Олег Тройський (1992—2001),
- о. Петро Заліпа (з 2001).